# Öffentliche Ieva-Simonaitytė-Bezirksbibliothek Klaipėda
Die Öffentliche Ieva-Simonaitytė-Bezirksbibliothek Klaipėda (lit. Klaipėdos apskrities viešoji Ievos Simonaitytės biblioteka) ist eine Öffentliche Bibliothek in der litauischen Hafenstadt Klaipėda. Sie trägt den Namen der litauischen Schriftstellerin Ieva Simonaitytė und gehört seit 2010 dem Kulturministerium Litauens (vorher dem Bezirk Klaipėda). Die Gründung der Gebietsbibliothek initiierte man 1950 in Sowjetlitauen. Die Bibliothek wurde 1952 gegründet. Seit 1963 gibt es eine Musikliteraturabteilung und seit 1968 eine Kinderliteraturabteilung. Seit 1984 wird sie vom Direktor Juozas Šikšnelis geleitet.